# ISO 3166-3
ISO 3166-3 je ISO standard koji definiše istekle ISO 3166-1 kodove država i teritorija i deo je standarda ISO 3166.
Ako se posle 1974. neka država:
- podelila (npr. Čehoslovačka)
- spojila (npr. Istočna i Zapadna Nemačka)
- promenila glavni deo njenog imena

njihovi kodovi se povlače iz ISO 3166-1 i uz dodavanje dva slova pridodaju u ISO 3166-3.
ISO 3166-3 standard koristi četvoroslovne kodove. Prva dva slova su kod koji je povučen iz ISO 3166-1, dok su druga dva:
- dvoslovni ISO 3166-1 kod koji ga je zamenio.
- dvoslovni ISO 3166-1 kod zemlje kojoj je pripojena zemlja čiji je kod povučen.
- specijalni kod , koji znači da ne postoji jedan kod-naslednik.

## Trenutni kodovi
Ova lista prikazuje istekle ISO 3166 dvoslovne kodove za države. Lista sadrži: stari dvoslovni kod, četvoroslovni ISO 3166-3 kod, godinu povlačenja iz upotrebe, ime teritorije i eventualne napomene.
Nakon što je pet godina prošlo od povlačenja iz upotrebe, dvoslovni kod se može ponovo dodeliti, kao što je bilo urađeno sa , , , i . Uprkos tome, neki dvoslovni kodovi su rezervisani na duži period.
Mnogi od prikazanih kodova su povučeni iz upotrebe pre uvođenja sistema imena Internet domena, i kao takvi nikad nisu ni korišćeni kao najviši Internet domen državnih kodova (ccTLD). Ipak, neki od njih se još uvek koriste kao ccTLD.
Kod  se u tabeli pojavljuje dva puta, prvi put za Čehoslovačku koja se raspala, a drugi put za Srbiju i Crnu Goru koja je takođe podeljena. Kod  je dodeljen Srbiji i Crnoj Gori 26. septembra 2006. godine . Da bi se izbegla konfuzija kod  koristi se za Čehoslovačku, dok se kod  koristi za Srbiju i Crnu Goru od 1. decembra 2006. godine. 
| povučeni kod | kod | godina povlačenja | ime teritorije                       | napomene |
|              |     | 1977.             | Francuska teritorija Afarova i Isa   | Promenila ime u Džibuti () je dodeljeno Angvili |
|              |     | 1979.             | Britanska Antarktička Teritorija     | Spojena sa Antarktikom () |
|              |     | 1989.             | Burma                                | Promenila ime u Mjanmar () je trenutno rezervisan |
|              |     | 1993.             | Čehoslovačka                         | Raspala se na Češku () i Slovačku () je bio ponovo dodeljen Srbiji i Crnoj Gori do razlaza 2006. |
|              |     | 2006.             | Srbija i Crna Gora                   | Raspala se na Crnu Goru () i Srbiju () je trenutno rezervisan |
|              |     | 1984.             | Kanton i Enderbi                     | Ujedinila se sa Kiribatima () |
|              |     | 1990.             | Demokratska Republika Nemačka        | Ujedinila se sa SR Nemačkom () |
|              |     | 1977.             | Dahomej                              | Promenila ime u Benin () |
|              |     | 1979.             | Francuske južne i antarktičke zemlje | Podeljena na Antarktik (), i Francuske južne zemlje () |
|              |     | 1997.             | Metropolitna Francuska               | Ujedinila se sa Francuskom () |
|              |     | 1979.             | Ostrva Gilbert i Elis                | Podelila se na Kirbate () i Tuvalu () je dodeljen Gruziji |
|              |     | 1984.             | Gornja Volta                         | Promenila ime u Burkina Faso () |
|              |     | 1986.             | Atol Džonston                        | Ujedinila se sa Američkim malim ostrvima () |
|              |     | 1986.             | Midvej                               | Ujedinila se sa Američkim malim ostrvima () |
|              |     | 1980.             | Novi Hebridi                         | Promenila ime u Vanuatu () |
|              |     | 1983.             | Zemlja kraljice Maud                 | Spojena sa Antarktikom () |
|              |     | 1993.             | Saudijsko-iračka neutralna zona      | Podelila se na dva dela, koji su integrisani u Irak () odnosno Saudijsku Arabiju () je trenutno rezervisan |
|              |     | 1986.             | Pacifička ostrva                     | Podelila se na Federalne Države Mikronezije (), Maršalska Ostrva (), Severna Marijanska Ostrva () i Palau () |
|              |     | 1986.             | Mala američka pacifička ostrva       | Ujedinila se sa Američkim malim ostrvima () |
|              |     | 1980.             | Zona Panamskog kanala                | Pripojeno Panami () |
|              |     | 1980.             | Rodezija                             | Promenila ime u Zimbabve () |
|              |     | 1975.             | Sikim                                | Pripojeno Indiji () je dodeljen Slovačkoj |
|              |     | 1992              | SSSR                                 | Raspala se na Jermeniju (), Azerbejdžan (), Belorusiju (), Estoniju (), Gruziju (), Kazahstan (), Kirgistan (), Letoniju (), Litvaniju (), Moldaviju (), Rusku Federaciju (), Tadžikistan (), Turkmenistan (), Ukrajinu () i Uzbekistan (), s tim što su i već postojali je trenutno aktivan internet domen |
|              |     | 2002.             | Istočni Timor                        | Promenila svoj kod u je trenutno rezervisan i još uvek se koristi kao internet domen |
|              |     | 1977.             | Južni Vijetnam                       | Ujedinio se sa Vijetnamom () |
|              |     | 1986.             | Ostrva Vejk                          | Ujedinila se sa Američkim malim ostrvima () |
|              |     | 1990.             | Demokratska Narodna Republika Jemen  | Ujedinila se sa Jemenom () |
|              |     | 2003.             | SR Jugoslavija                       | Promenila svoje ime u Srbija i Crna Gora () je rezervisan i više se ne koristi |
|              |     | 1997.             | Zair                                 | Promenila svoje ime u Demokratska Republika Kongo () je trenutno rezervisan |